# Chloromyxum obliquum
Chloromyxum obliquum är en djurart som tillhör fylumet Myxozoa, och som beskrevs av Meglitsch 1960. Chloromyxum obliquum ingår i släktet Chloromyxum och familjen Chloromyxidae. Inga underarter finns listade i Catalogue of Life.